# Krystian Bondarenko
Krystian Bondarenko (ur. 22 października 1991) – polski lekkoatleta, oszczepnik, uczestnik zimowego Pucharu Europy w rzutach.

## Kariera sportowa
Srebrny medalista mistrzostw Polski seniorów (2015). Srebrny medalista Ogólnopolskiej Olimpiady Młodzieży (2008).

## Rekordy życiowe
- Rzut oszczepem – 78,06 (2015)